# Susan Fiske
Susan Tufts Fiske, née le 19 août 1952, est professeure de psychologie et d'affaires publiques au département de psychologie de l'université de Princeton. Elle est une psychologue sociale connue pour ses travaux sur la cognition sociale, les stéréotypes et les préjugés.
On lui doit plusieurs concepts, comme le terme « avare cognitif » inventé avec sa collègue Shelley E. Taylor (en) et le développement de la théorie du sexisme ambivalent.

## Biographie

### Formation et vie personnelle
Susan Fiske est la fille de Donald W. Fiske, psychologue et enseignant à l'université de Chicago et de Barbara Page Fiske. Son frère, Alan Page Fiske, est anthropologue à UCLA. La grand-mère et l'arrière-grand-mère de Fiske sont des suffragettes.
En 1973, Susan Fiske s'est inscrite au Radcliffe College où elle obtient son diplôme en relations sociales. Elle soutient une thèse de doctorat en 1978, intitulée « Attention and the Weighting of Behavior in Person Perception » à Harvard.

### Carrière
Durant sa dernière année d'études, elle étudie la cognition sociale avec Shelley E. Taylor (en), professeure adjointe à Harvard, en particulier l'effet de l'attention dans les situations sociales. Après l'obtention de son diplôme, Fiske continue de travailler dans ce domaine de la cognition sociale.
Fiske souhaite combiner les approches de la psychologie sociale et de la psychologie cognitive. Cette réflexion et son intérêt pour le domaine de la cognition sociale ont donné lieu au livre de Fiske et Taylor, Social Cognition. Fiske et Steven Neuberg ont ensuite développé le premier modèle à double processus de la cognition sociale, le "modèle du continuum".[réf. nécessaire]
Elle a apporté un témoignage d'expert dans l'affaire Price Waterhouse v. Hopkins qui a finalement été entendue par la Cour suprême des États-Unis, faisant d'elle la première psychologue sociale à témoigner dans une affaire de discrimination sexuelle. Ce témoignage a suscité un intérêt continu pour l'utilisation de la science psychologique dans des contextes juridiques.
En collaboration avec Peter Glick, Fiske a analysé la dépendance des interactions homme-femme, ce qui a conduit au développement de la théorie du sexisme ambivalent. Elle a également examiné les différences entre les sexes dans les taux de publication et les citations des psychologues sociaux au sein de l'influente revue de psychologie Journal of Personality and Social Psychology. Les auteurs masculins de l'échantillon ont soumis plus d'articles et ont eu des taux d'acceptation plus élevés (18% contre 14%). De même, l'impact des femmes est le même que celui des hommes, tel que mesuré par le nombre de citations dans les manuels et les guides. L'analyse de ces deux résultats indique donc que les femmes sont plus citées par article publié.
Fiske travaille avec Peter Glick et Amy Cuddy pour développer le modèle du contenu des stéréotypes (Stereotype Content Model). Il[Qui ?] explique que la cordialité et la compétence différencient les stéréotypes de groupe.
Fiske s'est impliquée dans le domaine de la neuroscience cognitive sociale. Ce domaine examine comment les systèmes neuronaux sont impliqués dans les processus sociaux, tels que la perception des personnes. Elle examine les systèmes neuronaux impliqués dans les stéréotypes, l'hostilité intergroupe et la formation des impressions.
Elle est l'autrice de plus de 300 publications[réf. nécessaire] et a rédigé plusieurs livres, dont en 2010 Social Beings : A Core Motives Approach to Social Psychology et Social Cognition, une étude qui a défini le sous-domaine désormais populaire de la cognition sociale. Elle a édité l'Annual Review of Psychology (avec Daniel Schacter et Shelley Taylor) et le Handbook of Social Psychology (avec Daniel Gilbert et Gardner Lindzey). Parmi ses autres livres figurent aussi Envy Up, Scorn Down : How Status Divides Us, qui décrit comment les personnes se comparent avec les aux autres, avec des effets toxiques sur leurs relations à la maison, au travail, à l'école et dans le monde, ainsi que The Human Brand : How We Relate to People, Products, and Companies.

## Recherches
Ses contributions les plus connues au domaine de la psychologie sont le modèle de contenu stéréotypé,, la théorie du sexisme ambivalent le modèle continu de formation d'impression, et la théorie du pouvoir comme contrôle. Elle est également connue pour le terme « avare cognitif », inventé avec sa collègue Shelley E. Taylor (en), faisant référence aux tendances des individus à utiliser des raccourcis cognitifs et heuristiques,.